# MV Agusta Lucky Explorer 5.5
La MV Agusta Lucky Explorer 5.5 è una motocicletta di media cilindrata (554 cm³) della casa motociclistica MV Agusta e presentata a novembre 2021.

## Descrizione e meccanica
La Lucky Explorer 5.5 è la prima enduro in assoluto realizzata dalla MV Agusta, presentata in veste prototipale ad EICMA nel 2021, insieme con la più grande MV Agusta Lucky Explorer 9.5. Progettata in collaborazione con la Benelli che fornisce anche parte della componentistica e disegnata dalla CRC, la moto riprende lo stile, il design e le grafiche della Cagiva Elefant.
Il propulsore, che è stato sviluppo utilizzando come base quello della Benelli TRK 502, è un motore a due cilindri in linea a quattro tempi da 554 cm³ dotato di sistema di raffreddamento a liquido che produce una potenza massima di 47,6 CV ed eroga una coppia di 51 Nm. La distribuzione è a due alberi a camme in testa (DOHC) a 8 valvole (4 per cilindro), venendo alimenta da un sistema ad iniezione elettronica indiretta multipoint. 
Rispetto a quello della TRK 502, sono state apportate alcune modifiche sostanziali quali incremento di cilindrata passando da 499,6 a 554, per ottenere maggiore potenza ma soprattutto più coppia ed un'erogazione migliore.
Il motore, che svolge funzione portante, viene gestito da un cambio a sei rapporti ad innesti frontali ed è montato all'interno di un telaio a traliccio di tubi in acciaio.
I due freni a disco flottanti all'anteriore hanno un diametro di 320 mm e vengono azionati da pinze a 4 pistoncini. Sul posteriore è presente un freno a disco con un diametro di 260 mm e una pinza a doppio pistoncino. Gli pneumatici all'avantreno misurano 100/80-ZR19, mentre al retrotreno 150/70-ZR17.